# アグネス・デ＝ミル

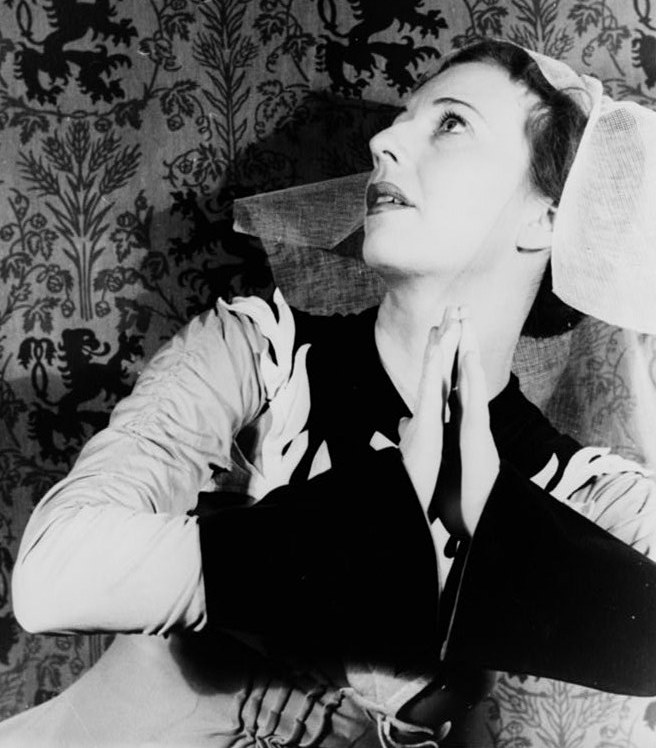
アグネス・デ＝ミル

アグネス・デ＝ミル（英: Agnes de Mille, 1905年9月18日 - 1993年10月7日）は、アメリカ合衆国の舞踊家、振付師。映画監督セシル・B・デミルの姪にあたる。

## 経歴
ニューヨークに生まれカリフォルニア大学に学ぶ。1928年にニューヨークでデビュー。翌1929年には古いメロドラマに基づくミュージカル"The Black Crook"の振り付けを行った。1933年に渡英してマリー・ランバートに学び、彼女のバレエ団で踊る。その後、アメリカン・バレエ・シアターや、バレエ・リュス・ド・モンテカルロ（モンテカルロ・ロシア・バレエ団）のために振付を行う。
1943年には、西部の牧場をテーマにしたバレエ・リュス・ド・モンテカルロのバレエ『ロデオ』（音楽：アーロン・コープランド）において振り付けならびに主演を担当。同年、同じく西部のカウボーイをテーマにしたブロードウェイミュージカル『オクラホマ!』（音楽：ロジャース&ハマースタイン）でも振付を担当した。
その後、ブロードウェイでは1945年の『回転木馬』（音楽：ロジャース&ハマースタイン）の振付などを担当した。
1992年には、アメリカの舞踏家マーサ・グレアムを称えた『マーサ：マーサ・グレアムの生涯と作品』（Martha: The Life and Work of Martha Graham）を著した。